# 標的は誰だ
『標的は誰だ』（ひょうてきはだれだ、Rabbit Fire）とは、アメリカ合衆国の映画会社のワーナー・ブラザースの短編アニメシリーズのルーニー・テューンズによる作品。1951年5月19日に公開された。
旧日本語吹き替えにおいての邦題は『獲物はどっち』。今作はバッグス・バニーとダフィー・ダックが初めて共演した映画である。今作はダフィーの性格が狂ったキャラクターから妬みのキャラクターに変わった作品である。

## スタッフ
- 監督 - チャールズ・M・ジョーンズ
- 製作 - エドワード・セルザー（クレジット無し）
- 脚本 - マイケル・マルティーズ
- 原画 - ケン・ハリス、フィル・モンロー、ベン・ワーシャム、ロイド・ボーギャン
- レイアウト - ロバート・グリブブローク
- 背景 - フィリップ・デ・ガード
- 編集・音響効果 - トレッグ・ブラウン（クレジット無し）
- 音楽監督 - カール・スターリング
- オーケストレーション - ミルト・フランクリン（クレジット無し）
- 彩色プロセス - テクニカラー
- 録音プロセス - ヴァイタフォン
- 制作 - ワーナー・ブラザース・カートゥーン（英語版）
- 配給 - ワーナー・ブラザース・ピクチャーズ、ヴァイタフォン

## 作品内容
ハンターのエルマーはうさぎ狩りをしに森へやってきた。バッグスは「カモ狩り解禁だ」と言い、ダフィーは「ウサギ狩りだ」と言い合い、エルマーは2匹に翻弄される。短気なダフィーはバッグスの口の上手さに乗せられて途中で逆転し、ダフィーがエルマーに何度も撃たれる羽目になってしまう。痺れを切らしたエルマーは2匹まとめて狩ろうとした為、2匹は張り紙を剥がし言い合いを再開すると何故か「エルマー狩り解禁」の張り紙を見つける。それを見た2匹はニヤリと笑い、自分を標的にされたエルマーは今まで撃とうとした仕返しをするためにハンターの格好をしたバックスとダフィーの弾丸から逃げ回る羽目になった。

## キャスト
| キャラクター       | 原語版                  | 旧日本語吹き替え版 | 新日本語吹き替え版 |
| ------------------ | ----------------------- | ------------------ | ------------------ |
| バッグス・バニー   | メル・ブランク          | 富山敬             | 山口勝平           |
| ダフィー・ダック   | メル・ブランク          | 江原正士           | 高木渉             |
| ゾウ               | メル・ブランク          | 安西正弘           | 山口勝平           |
| エルマー・ファッド | アーサー・Q・ブライアン | 兼本新吾           | 長島雄一           |
| ナレーション       | -                       | 土井美加           | 梅津秀行           |

## 日本での公開
- ルーニー・テューンズコレクション【ダフィー＆ポーキー】(DVD)
- ルーニー・テューンズコレクション【狩りの季節編】(1コインDVD)
- ルーニー・テューンズ DVD BOX （宝島社）(DVD(パブリックドメイン))※字幕
- バックス・バニーのブンブンランド 4巻（獲物はどっち(VHS)）